# Pointeur faible
En informatique, un pointeur faible est une référence qui n'exclut pas que la valeur référencée soit récupérée par le ramasse-miettes.
On les trouve par exemple dans les langage suivants : C#, Java, Lisp, OCaml, Perl, Python, et PHP depuis la version 7.4.